# Nationalisme macédonien

Drapeau de la Macédoine du Nord.

Le nationalisme macédonien (en macédonien : македонски национализам) est un groupement général d'idées et de concepts nationalistes parmi les Macédoniens de souche, qui se sont d'abord formés à la fin du XIXe siècle parmi les séparatistes cherchant à obtenir l'autonomie de la région de Macédoine de l'Empire ottoman. L'idée a évolué au début du XXe siècle avec les premières expressions du nationalisme ethnique chez les Slaves de Macédoine. La nation macédonienne distincte a été reconnue pendant la Seconde Guerre mondiale avec la création de la république socialiste de Macédoine dans le cadre de la Yougoslavie. Depuis lors, l'historiographie macédonienne a établi des liens entre les Macédoniens de souche et divers événements historiques et personnages qui ont eu lieu en Macédoine et qui sont originaires de Macédoine, depuis le Moyen Âge jusqu'au XXe siècle. Après l'indépendance de la république de Macédoine à la fin du XXe siècle, les questions relatives à l'identité nationale macédonienne ont été contestées par les pays voisins, certains adeptes du nationalisme macédonien agressif, appelé macédonisme, ayant des convictions plus extrêmes, telles que la continuité ininterrompue entre les Macédoniens antiques (essentiellement un peuple grec ancien) et les Macédoniens de souche moderne (un peuple slave), ainsi que des opinions liées au concept irrédentitiste d'une Macédoine unie, qui implique des revendications territoriales sur de larges portions de la Grèce et de la Bulgarie, ainsi que de plus petites régions d'Albanie, du Kosovo et de Serbie.

## La désignation de «Macédoine»

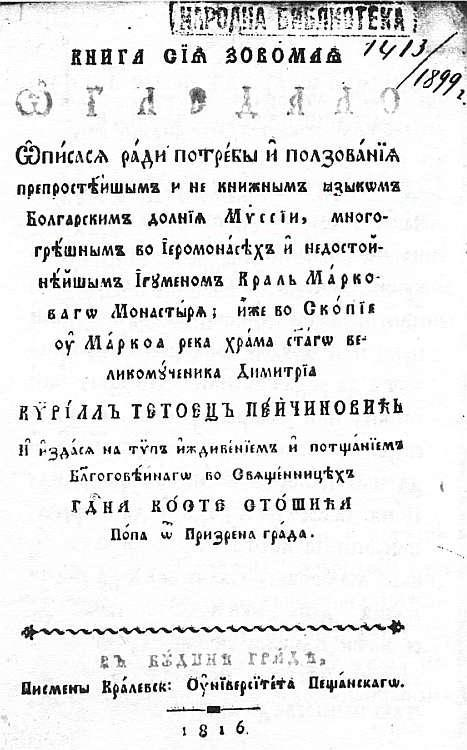
Ogledalo édité par Kiril Peïtchinovitch et imprimé en 1816 à Budapest. Il s'inspire d'un mouvement sur le Mont Athos qui luttait pour un renouveau liturgique au sein de l'Église orthodoxe. Selon la page de titre du livre, il a été écrit dans « la langue bulgare la plus répandue de la Basse Mésie ». Aujourd'hui, la Macédoine géographique s'appelait traditionnellement par les slaves locaux « Bulgarie » ou « Basse Mésie », mais après la guerre d'indépendance grecque, ces noms ont été progressivement remplacés par « Macédoine ».

Durant la première moitié du IIe millénaire, les Byzantins associent le concept de Macédoine dans les Balkans à leur province macédonienne, centrée autour d'Adrianople en Turquie moderne. Après la conquête des Balkans par les Ottomans à la fin du XIVe et au début du XVe siècle, le nom grec Macédoine a disparu comme désignation géographique pendant plusieurs siècles. L'arrière-plan de la désignation moderne de Macédoine se trouve au XIXe siècle, ainsi que le mythe de l'« ancienne descendance macédonienne » parmi les Slaves orthodoxes de la région, adopté principalement en raison des apports culturels grecs. Cependant, l'éducation grecque n'était pas le seul moteur de telles idées. À cette époque, certains propagandistes panslaves croyaient que les premiers Slaves étaient apparentés aux tribus paléo-balkaniques. Sous ces influences, certains intellectuels de la région ont développé l'idée d'un lien direct entre les Slaves locaux, les premiers Slaves et les anciens peuples des Balkans.
À l'époque ottomane, les Slaves locaux utilisaient des noms tels que « Basse-Bulgarie » et « Basse-Mésie » pour désigner la majeure partie du territoire de l'actuelle région géographique de la Macédoine. S'identifiant eux-mêmes comme « bulgares » en raison de leur langue, les Slaves locaux se considéraient comme « rhum », c'est-à-dire membres de la communauté des chrétiens orthodoxes. Cette communauté était une source d'identité pour tous les groupes ethniques qui la composent et la plupart des gens s'identifiaient à elle. Jusqu'au milieu du XIXe siècle, les Grecs appelaient aussi les Slaves de Macédoine « Bulgares », et les considéraient principalement comme des frères orthodoxes, mais la montée du nationalisme bulgare changea la position des Grecs. À cette époque, la communauté chrétienne orthodoxe a commencé à se dégrader avec l'identification continue de la foi religieuse à l'identité ethnique, tandis que des activistes nationaux bulgares ont entamé un débat sur la création de leur propre église orthodoxe.
En conséquence, une propagande religieuse et scolaire grecque massive a eu lieu, et un processus d'hellénisation a été mis en œuvre parmi la population slave de la région,. Le nom même de Macédoine, ressuscité au début du XIXe siècle après la fondation de l'État grec moderne, avec son obsession pour la Grèce antique dérivée de l'Europe occidentale, a été appliqué aux Slaves locaux. L'idée était de stimuler le développement de liens étroits entre eux et les Grecs, reliant les deux parties aux Macédoniens antiques, comme contrepoids à l'influence culturelle croissante de la Bulgarie dans la région,. En 1845, par exemple, le roman d'Alexandre a été publié en dialecte slave macédonien avec des lettres grecques. Dans le même temps, l'ethnographe russe Victor Grigorovitch a décrit le changement récent du titre de l'évêque patriarcal grec de Bitola : de l'exarque de toute la Bulgarie à l'exarque de toute la Macédoine. Il a également noté la popularité inhabituelle d'Alexandre le Grand et qu'elle semblait être quelque chose qui a été récemment inculqué aux Slaves locaux. En conséquence, à partir des années 1850, certains intellectuels slaves de la région adoptèrent la désignation macédonienne comme étiquette régionale, et celle-ci commença à gagner en popularité. Dans les années 1860, selon Petko Slaveykov, de jeunes intellectuels macédoniens se disaient non pas bulgares, mais macédoniens, descendants des Macédoniens antiques. Dans une lettre écrite à l’exarque bulgare en février 1874, Slaveykov rapporte que le mécontentement face à la situation actuelle « a fait naître chez les patriotes locaux l'idée désastreuse de travailler de manière indépendante à l'avancement de leur propre dialecte local et, plus encore, de leur propre chef ecclésiastique macédonienne ». Néanmoins, d'autres intellectuels macédoniens, comme Konstantin Miladinov, continuèrent à appeler leur pays la Bulgarie occidentale et craignaient que l'utilisation de ce nouveau nom implique une identification à la nation grecque,,.

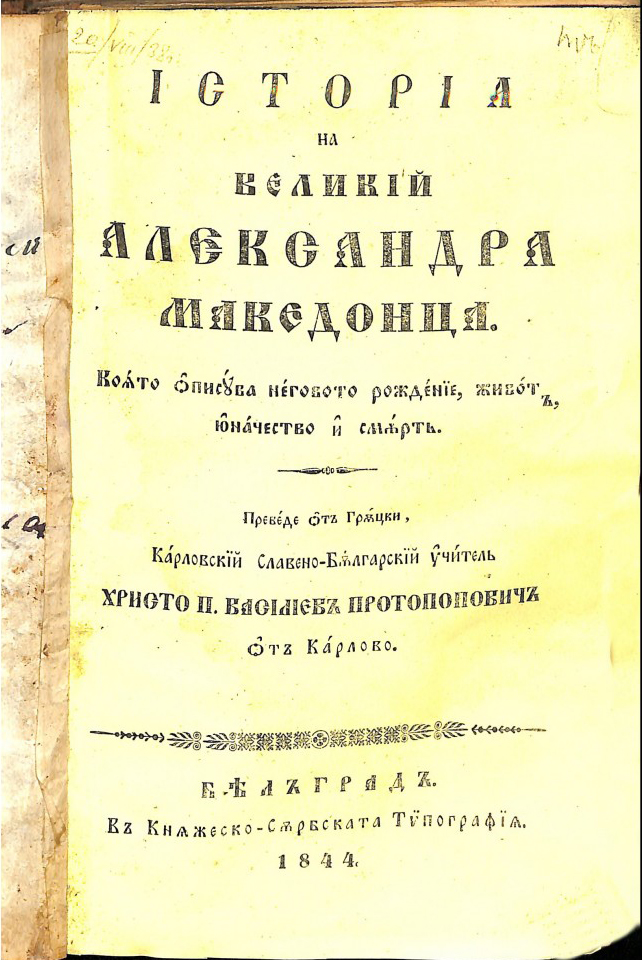
En 1844, ce « roman d'Alexandre » fut publiée à Belgrade, traduit du grec en bulgare par Hristo Popvasilev de Karlovo. Ce livre, selon Blaže Ristovski, a joué un rôle essentiel dans l'éveil du macédonisme qui, au milieu du XIXe siècle, n'en était qu'à ses balbutiements.

Au cours des années 1880, sur recommandation de Stojan Novaković, le gouvernement serbe commença à soutenir ces idées pour contrer l'influence bulgare en Macédoine, affirmant que les Slaves macédoniens étaient en fait des Slaves « purs » (c'est-à-dire des Macédoniens serbes), tandis que les Bulgares, contrairement à eux, étaient en partie un mélange de Slaves et de Bulgares (c'est-à-dire de Tatars). Selon le programme de Novaković, ce « macédonisme » serbe se transforma dans les années 1890, en un processus de serbianisation progressive des Slaves macédoniens.
À la fin du XIXe siècle, selon Vasil Kanchov, les Bulgares locaux s'appelaient eux-mêmes Macédoniens, et les nations environnantes les appelaient Macédoniens. Au début du XXe siècle, Pavel Chatev a été témoin de ce lent processus de différenciation, décrivant des gens qui insistaient sur leur nationalité bulgare mais se sentaient avant tout macédoniens. Mais un paradoxe semblable a été observé à l'aube du XXe siècle et après, lorsque de nombreux Bulgares d'origine non macédonienne, impliqués dans les affaires macédoniennes, ont épousé cette identité, et cette idée a sans aucun doute été émancipée du projet national pan-bulgare. Pendant l'entre-deux-guerres, la Bulgarie a également soutenu dans une certaine mesure le régionalisme macédonien, en particulier dans le royaume de Yougoslavie, afin d'empêcher la serbianisation définitive des Slaves locaux, parce qu'il y avait une tendance à mépriser le nom de Macédoine, et le nom de Serbie du Sud a été imposé, tandis que certains utilisaient simplement Sud ou Povardarie (d'après la rivière Vardar) comme appellations neutres. Finalement, la dénomination macédonienne changea de statut en 1944, passant d'une dénomination principalement régionale ethnographique à une dénomination nationale. Cependant, lorsque l'anthropologue Keith Brown a visité la république de Macédoine à l'aube du XXIe siècle, il a découvert que les Aroumains locaux, qui se disent eux-mêmes Macédoniens, qualifient encore les Macédoniens de souche et leurs voisins de l'Est de « Bulgares »,.

## Origines

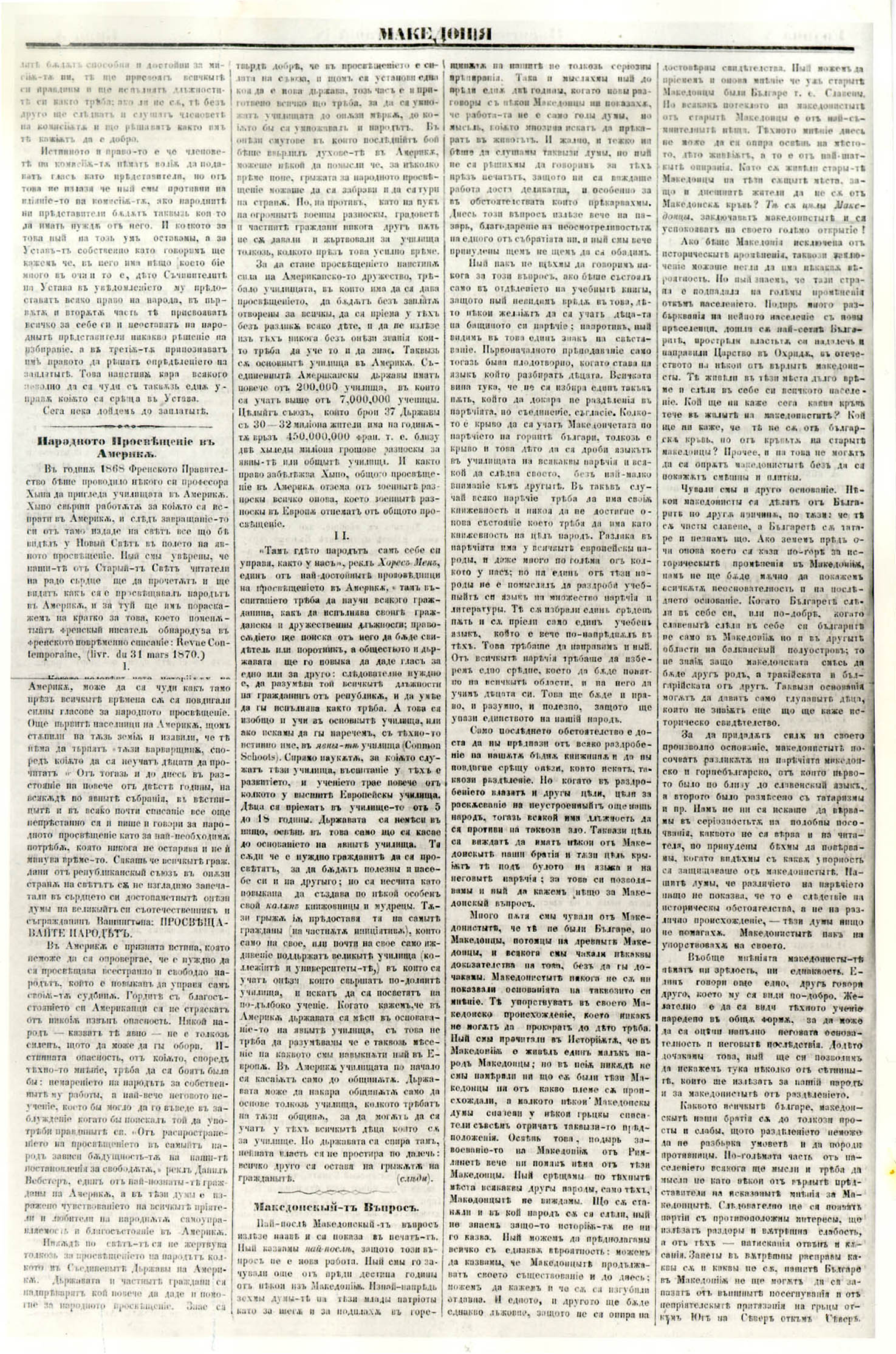
La question macédonienne est un article de 1871 de Petko Slaveykov publié dans le journal Macedonia à Carigrad (aujourd'hui Istanbul). Dans cet article, Petko Slaveykov écrit : « Nous avons souvent entendu des Macédoniens dire qu'ils ne sont pas bulgares, mais plutôt macédoniens, descendants des anciens Macédoniens, et nous avons toujours attendu d'en entendre des preuves, mais nous ne les avons jamais entendues. Les Macédoniens ne nous ont jamais montré les bases de leur attitude. »

Au XIXe siècle, la région de la Macédoine est devenue l'objet de la concurrence de nationalismes rivaux, d'abord des nationalistes grecs, serbes et bulgares, qui revendiquaient chacun l'appartenance ethnique de la population slave à leur nation et revendiquaient ainsi le droit à l'intégration. Les premières affirmations du nationalisme macédonien sont apparues à la fin du XIXe siècle. Les premiers nationalistes macédoniens ont été encouragés par plusieurs gouvernements étrangers qui avaient des intérêts dans la région. Le gouvernement serbe en est venu à croire que toute tentative d'assimilation forcée des Macédoniens slaves aux Serbes afin d'incorporer la Macédoine serait vouée à l'échec, compte tenu de la forte influence bulgare dans la région. Au lieu de cela, le gouvernement serbe estimait qu'en soutenant les nationalistes macédoniens, on stimulerait l'opposition à l'intégration de la Bulgarie et les attitudes favorables à la Serbie. Un autre pays qui encourage le nationalisme macédonien est l'Autriche-Hongrie, qui cherche à priver la Serbie et la Bulgarie de la possibilité d'annexer la Macédoine et affirmer le caractère ethnique distinct des Macédoniens slaves. Dans les années 1890, des partisans russes d'une ethnie slave macédonienne apparurent, des cartes ethniques fabriquées en Russie montrèrent une ethnie slave macédonienne et des nationalistes macédoniens commencèrent à s'installer en Russie pour se mobiliser.
L'origine de la définition d'une identité slave macédonienne remonte aux écrits de Georgi Pulevski dans les années 1870 et 1880, qui identifia l'existence d'une langue moderne distincte « macédonienne slave » qu'il définissait comme différente des autres langues, en ce sens qu'elle comportait des éléments linguistiques du serbe, du bulgare, du vieux-slave et de l'albanais. Pulevski a analysé l'histoire du peuple macédonien slave, dans laquelle il a conclu que les Macédoniens slaves étaient ethniquement liés au peuple de l'ancien royaume de Macédoine de Philippe et d'Alexandre le Grand, selon l'affirmation suivant laquelle la langue macédonienne antique contenait des composantes slaves et donc que les Macédoniens anciens étaient slaves, et les Macédoniens slaves d'aujourd'hui étaient leurs descendants. Cependant, l'auto-identification et les allégeances nationalistes des Slaves macédoniens restaient ambiguës à la fin du XIXe siècle. Pulevski, par exemple, considère l'identité des Macédoniens comme un phénomène régional (similaire aux Herzégoviniens et aux Thraces). Il s'appelait autrefois un « patriote serbe », une autre fois un « Bulgare du village de Galicnik », et a également identifié la langue slave macédonienne comme étant apparentée à la « langue ancienne bulgare » ainsi qu'à une « langue serbo-albanaise ». Les nombreuses identifications de Pulevski révèlent l'absence d'un sentiment ethnique clair chez une partie de la population slave locale.
L'Organisation révolutionnaire intérieure macédonienne (IMRO) est devenue la principale organisation séparatiste macédonienne dans les années 1890, cherchant à obtenir l'autonomie de la Macédoine de l'Empire ottoman. L'IMRO s'est d'abord opposé à la dépendance vis-à-vis des pays voisins, en particulier la Grèce et la Serbie, mais ses relations avec la Bulgarie se sont renforcées, et elle a rapidement été dominée par des personnalités favorables à l'annexion de la Macédoine à la Bulgarie, bien qu'une petite fraction s'y soit opposée. En règle générale, les membres de l'IMRO avaient une auto-identification nationale bulgare, mais la faction autonomiste a stimulé le développement du nationalisme macédonien. Ils ont conçu le slogan « La Macédoine pour les Macédoniens » et ont appelé à une Macédoine supranationale, composée de différentes nationalités et éventuellement intégrée dans une future fédération balkanique.

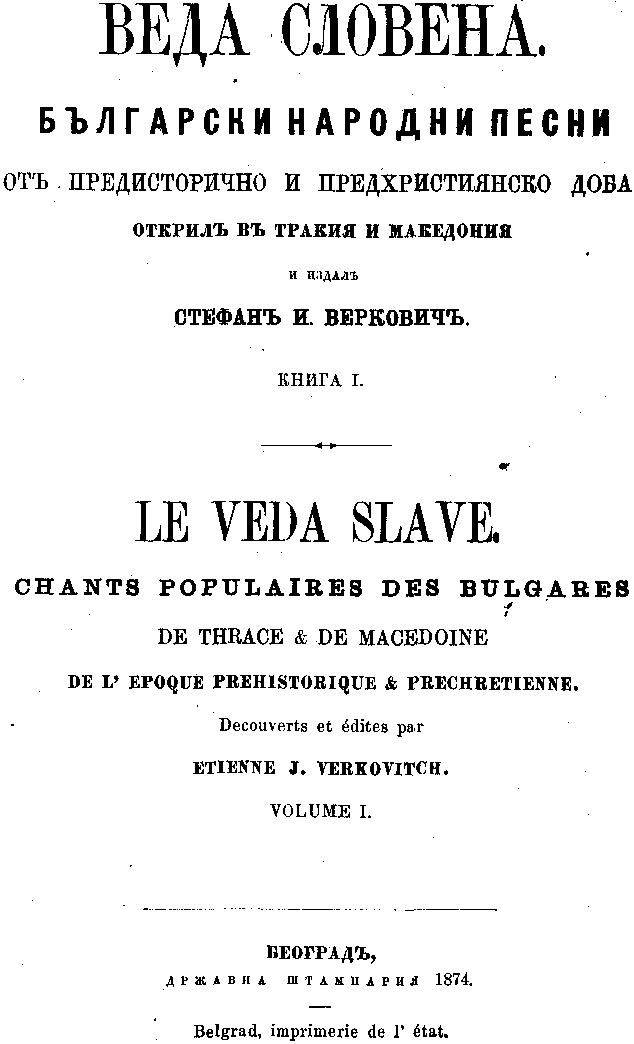
Couverture du premier volume de Veda Slovena. Il contient des « chansons folkloriques bulgares de l'Antiquité, découvertes en Thrace et en Macédoine ». En fait, il s'agissait d'un faux imprimé en 1874 à Belgrade sous l'édition de l'activiste panslave Stjepan Verković. Son auteur Ivan Gologanov, soutenu par son frère Théodose de Skopje, cherchait à prouver que les anciens habitants de Thrace et de Macédoine n'étaient pas helléniques mais slavo-bulgares.

À la fin du XIXe siècle et au début du XXe siècle, la communauté internationale considérait les Macédoniens principalement comme une variété régionale des Bulgares. À la fin de la Première Guerre mondiale, très peu d'ethnographes s'accordaient sur l'existence d'une nation macédonienne distincte. Lors de la conférence de paix de Paris en 1919, les Alliés ont sanctionné le contrôle serbe de la Macédoine du Vardar et ont accepté la croyance que les Slaves macédoniens étaient en fait des Serbes du Sud. Ce changement d'opinion peut être attribué en grande partie au géographe serbe Jovan Cvijić. Néanmoins, les idées macédonistes se multiplièrent pendant l'entre-deux-guerres en Macédoine du Vardar yougoslave et parmi la diaspora de gauche en Bulgarie, et furent soutenues par le Komintern. Pendant la Seconde Guerre mondiale, les partisans communistes yougoslaves ont développé les idées macédonistes, mais certains chercheurs doutent que même à cette époque les Slaves de Macédoine se considéraient comme ethniquement distincts des Bulgares. Le tournant de l'ethnologie macédonienne a été la création de la république socialiste de Macédoine dans le cadre de la république fédérative socialiste de Yougoslavie, après la Seconde Guerre mondiale,.

## Histoire

### Débuts et milieu du XIXesiècle
Avec la conquête des Balkans par les Ottomans à la fin du XIVe siècle, le nom de la Macédoine disparaît pendant plusieurs siècles et apparaît rarement sur les cartes géographiques. Il a été redécouvert pendant la Renaissance par des chercheurs occidentaux qui ont introduit dans leurs travaux des noms géographiques grecs anciens, bien qu'utilisés de façon assez vague. La région moderne n'a pas été étiquetée « Macédoine » par les Ottomans. Le nom « Macédoine » a gagné en popularité parallèlement à l'ascension du nationalisme rival. Les régions centrales et septentrionales de la Macédoine moderne étaient souvent appelées « Bulgarie » ou « Basse Mésie » pendant la domination ottomane. Au début du XIXe siècle, après la fondation de l'État grec moderne, avec l'obsession de l'Europe occidentale pour le monde antique, le nom de « Macédoine » a été ravivé pour désigner une région géographique distincte dans les Balkans. Cependant, à la suite de la vaste propagande religieuse et scolaire grecque, une sorte de macédonisation s'est produite parmi la population de langue grecque et non grecque de la région. Le nom de Macédoniens slaves a également été introduit par le clergé et les enseignants grecs parmi les slavophones locaux dans le but de stimuler le développement de liens étroits entre eux et les Grecs, reliant les deux parties aux anciens Macédoniens, pour contrer l'influence croissante de la Bulgarie.

### Fin du XIXesiècle et début du XXesiècle

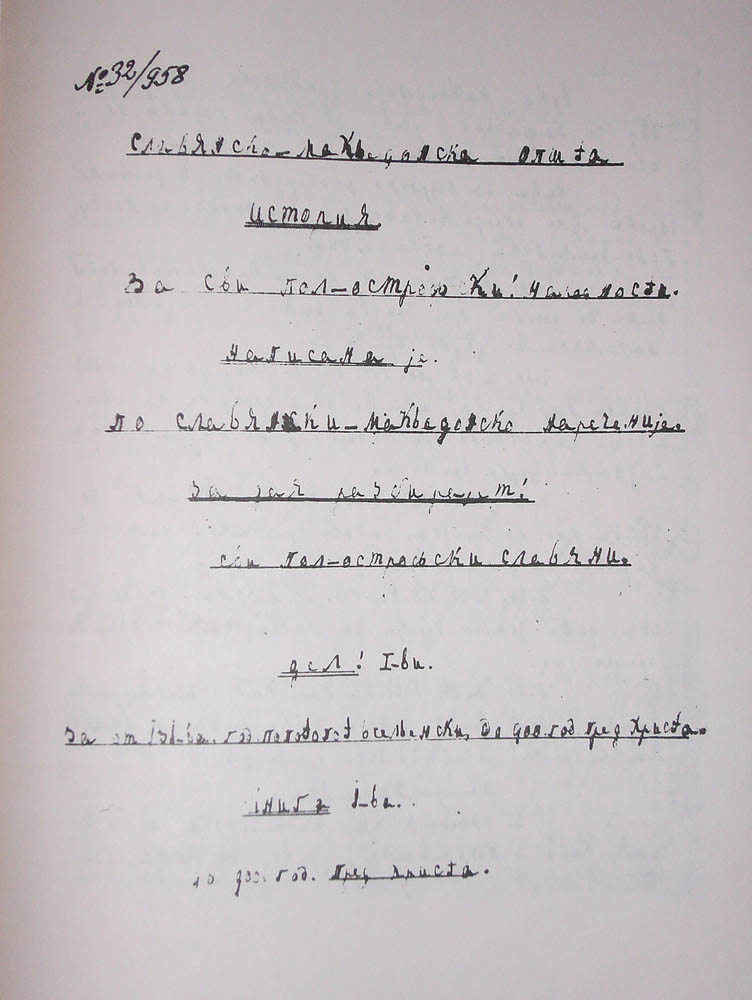
Couverture de l'« Histoire générale des Slaves macédoniens », achevée en 1892 à Sofia par Georgi Pulevski. Son auteur, qui soutenait le concept d'une identité ethnique macédonienne, affirmait que les anciens habitants de la Macédoine n'étaient pas helléniques mais slavo-macédoniens.

Les premières tentatives de création de l'ethnicité macédonienne, peuvent être considérées comme ayant commencées à la fin du XIXe et au début du XXe siècle,. Ce fut l'époque des premières expressions du macédonisme par des groupes restreints d'intellectuels à Belgrade, Sofia, Thessalonique et Saint-Pétersbourg. Cependant, jusqu'au XXe siècle et au-delà, la majorité de la population slave de la région était identifiée comme macédonienne-bulgare ou simplement comme bulgare,,,, et après 1870 rejoint l'exarchat bulgare. Bien qu'il ait été nommé évêque métropolitain bulgare, en 1891, Théodose de Skopje tente de rétablir l'archevêché d'Ohrid en tant qu'église macédonienne autonome, mais son idée échoue,. Certains auteurs considèrent qu'à cette époque, les labels reflétant l'identité collective, comme « bulgare », sont passés de termes généraux sans signification politique à des labels nationaux.
Bien que selon certains auteurs modernes et des sources pro-macédoniennes (par exemple Nick Anastasovski), l'appellation « Bulgares » désignait tous les Slaves vivant en Roumélie et ne signifiait rien d'autre que des paysans,, voyageurs contemporains, ethnographes et linguistes, dont le philologue slovaque Pavel Jozef Šafárik (1842), le géologue français Ami Boué (1847, 1854), l'ethnographe français Guillaume Lejean (1861), les écrivains anglais Georgina Muir Mackenzie et Paulina Irby (1867), l'ethnographe russe Mikhaïl Mirkovitch (1867), le folkloriste tchèque Karel Jaromír Erben (1868), le cartographe allemand August Petermann (1869), le géographe allemand Heinrich Kiepert (1876), le diplomate autrichien Karl Sax (1877), etc. ont clairement identifié les Slaves vivant dans la partie de Roumélie actuellement connue sous le nom de Kosovo comme étant des Serbes et ont mentionné que les Slaves vivant en Macédoine comme étant des Bulgares,.
Selon John Van Antwerp Fine Jr. , jusqu'à la fin du XIXe siècle, les Slaves macédoniens qui avaient développé une identité ethnique se croyaient bulgares. Selon Raymond Detrez, « En effet, jusqu'aux années 1860, comme il n'y a pas de documents ou d'inscriptions mentionnant les Macédoniens comme un groupe ethnique distinct, tous les Slaves de Macédoine s'appelaient Bulgares ». Le terme semi-officiel Millet bulgare, utilisé par le sultan ottoman pour la première fois en 1847, était son consentement tacite à une définition plus ethno-linguistique des Bulgares en tant que groupe éthique distinct. Officiellement comme un Millet séparé ont été reconnus les Uniates bulgares en 1860, puis en 1870 les exarchistes bulgares. Avec la montée du nationalisme dans l'Empire ottoman, le système classique ottoman a commencé à se dégrader avec l'identification continue de la croyance religieuse à l'identité ethnique. Ainsi, dans la lutte pour la reconnaissance d’une Église nationale distincte, la nation bulgare moderne a été créée,, et l'appartenance religieuse est devenue une conséquence de l'allégeance nationale.

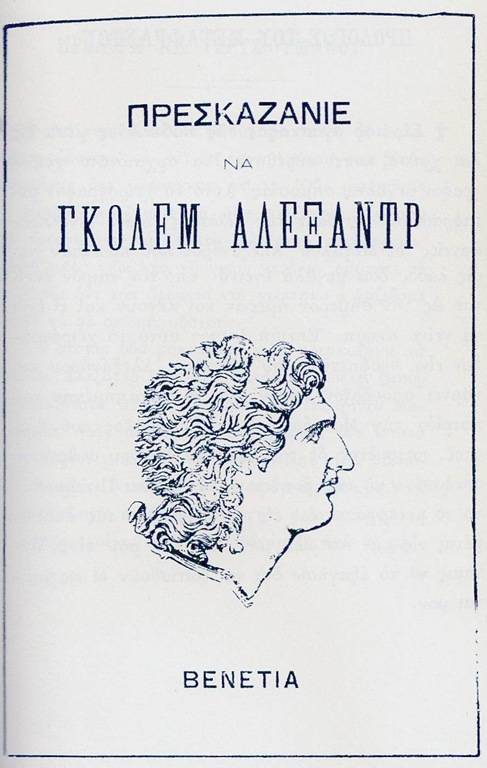
Le roman d'Alexandre traduit en macédonien slave par le nationaliste grec Athanasios Souliotis (La Grande Idée invoque) en 1907 et publié à Thessalonique,,. Il était dactylographié en lettres grecques et laissait entendre aux Slaves locaux (que les nationalistes grecs considéraient comme des Grecs slavophones) qu'ils étaient les héritiers des anciens Macédoniens et, en tant que tels, une partie du monde grec qui avait oublié sa langue maternelle. À la fin du XIXe siècle et au début du XXe siècle, les nationalistes grecs commencèrent à classer les « Macédoniens » du patriarcat grec orthodoxe slavophone de Macédoine (déjà qualifiés de « Grecs slavophones » à l'époque) afin de les détacher du mouvement national bulgare et de les rattacher à son homologue grec.

À la veille du XXe siècle, l'Organisation révolutionnaire intérieure macédonienne (VMRO) essaya d'unir tous les éléments « impures » de l'Europe ottomane et lutta pour l'autonomie politique des régions de Macédoine et de la Thrace orientale.
Dimitrija Čupovski, l'un des fondateurs et président de la Société littéraire macédonienne fondée en 1902 à Saint-Pétersbourg, est un autre activiste important de la renaissance nationale macédonienne. Un des membres était aussi Krste Misirkov. En 1905, la Société publia Vardar, la première revue scientifique et littéraire dans les dialectes centraux de la Macédoine, qui contribua plus tard à la normalisation de la langue macédonienne. Durant la période 1913–1914, Čupovski publie le journal Makedonski Golos' (signifiant voix macédonienne) dans lequel lui et d'autres membres de la colonie macédonienne de Pétersbourg prêchent l'existence d'un peuple macédonien distinct des Grecs, des Bulgares et des Serbes, et cherchent à populariser l'idée d'un État macédonien indépendant. Certains de ses articles ont été écrits par Krste Misirkov.

### Guerres balkaniques et Première Guerre mondiale
Pendant les guerres balkaniques et la Première Guerre mondiale, la région a été échangée plusieurs fois entre la Bulgarie et la Serbie. La VMRO a soutenu l'armée et les autorités bulgares lorsqu'elles ont pris le contrôle temporaire de la Macédoine du Vardar. D'autre part, les autorités serbes ont fait pression sur les populations locales pour qu'elles se déclarent Serbes : elles ont dissous les gouvernements locaux établis par la VMRO à Ohrid, Veles et d'autres villes et persécuté les prêtres et les enseignants bulgares, les forçant à fuir et les remplaçant par des Serbes. Les troupes serbes ont appliqué une politique de désarmement de la milice locale, accompagnée de passages à tabac et de menaces.

### Entre-deux-guerres et Seconde Guerre mondiale
Après la Première Guerre mondiale, en Macédoine du Vardar, toutes les manifestations de nationalité bulgare ont été réprimées. Même dans ce qu'on appelle les Outlands occidentaux cédés par la Bulgarie en 1920, l'identification bulgare était interdite. Les requêtes bulgares à la Société des Nations, demandant d'accepter de reconnaître une minorité bulgare en Yougoslavie, ont été rejetées. Les membres du Conseil de la Ligue pensaient que l'existence d'une minorité bulgare était possible, mais ils étaient déterminés à maintenir la Yougoslavie et savaient que tout exercice de révisionnisme déclencherait une vague de revendications incontrôlables, transformant les Balkans en un champ de bataille.

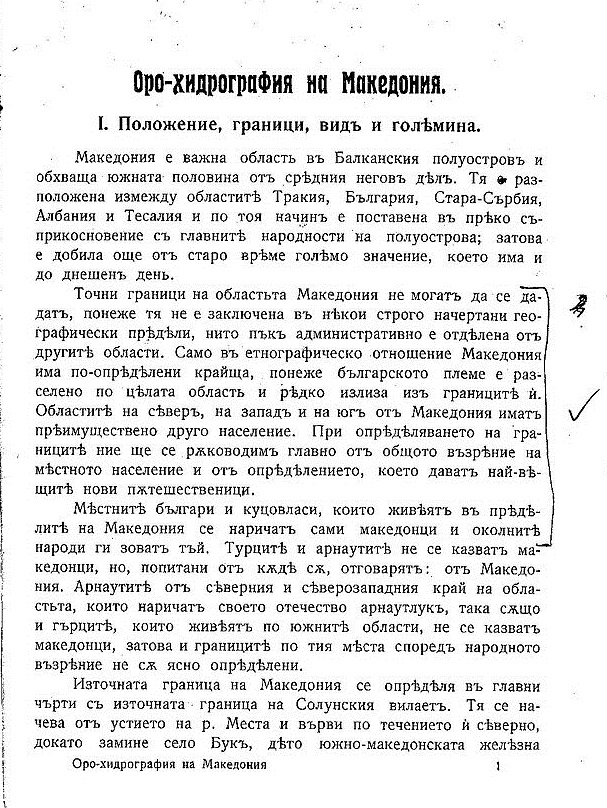
La première page de lOrohydrographie de Macédoine par Vasil Kanchov – 1911. Ici, il conclut que les Bulgares et les Aroumains locaux qui vivaient dans la région s'appelaient déjà Macédoniens, et que les nations environnantes les appelaient aussi ainsi.

Pendant la période de l'entre-deux-guerres en Macédoine du Vardar, une partie des jeunes locaux réprimés par les Serbes ont essayé d'adopter un mode distinct de développement ethnique. Certains militants de gauche de l'Organisation fédérative macédonienne (OFM), de l'Organisation révolutionnaire intérieure macédonienne (unie) et du Parti communiste de Yougoslavie ont exprimé des idées nationales macédoniennes. En 1934, le Komintern, en accord avec l'ORIM, a publié une résolution sur la reconnaissance d'une ethnie macédonienne distincte. Cependant, l'existence d'une conscience nationale macédonienne considérable avant les années 1940 est contestée,,. Cette confusion est illustrée par Robert Newman en 1935, qui raconte avoir découvert dans un village de Vardar en Macédoine deux frères, l'un qui se considérait comme un Serbe, l'autre un Bulgare. Dans un autre village, il rencontra un homme qui avait été « paysan macédonien toute sa vie » mais qui avait été appelé à plusieurs reprises un Turc, un Serbe et un Bulgare. Pendant la Seconde Guerre mondiale, la région a été annexée par la Bulgarie et les sentiments anti-serbes et pro-bulgares ont prévalu parmi la population locale,. De ce fait, la Macédoine du Vardar est restée la seule région où le leader communiste yougoslave Josip Broz Tito n'avait pas développé un fort mouvement partisan en 1941. Les nouvelles provinces ont rapidement été dotées de fonctionnaires bulgares qui se sont comportés avec l'arrogance officielle typique envers les habitants locaux. Le pouvoir des communistes n'a commencé à croître qu'en 1943 avec la capitulation de l'Italie et les victoires soviétiques sur l'Allemagne nazie. Pour améliorer la situation dans la région, Tito ordonna la création du Parti communiste de Macédoine en mars 1943 et le second congrès de l'AVNOJ le 29 novembre 1943 reconnut la nation macédonienne comme une entité distincte. En conséquence, le mouvement de résistance grandit et, en août 1944, les partisans macédoniens fondent l'Assemblée antifasciste pour la libération du peuple macédonien. Ils ont proclamé un État-nation des Macédoniens de souche et le macédonien comme langue officielle. Après le départ des troupes allemandes de la région en novembre, le nouveau gouvernement macédonien a commencé la codification de la langue macédonienne,. L'État a ensuite été incorporé à la république socialiste fédérative de Yougoslavie. Cependant, à la fin de la guerre, les sentiments bulgarophiles étaient encore perceptibles et la conscience nationale macédonienne n'existait guère en dehors d'une conviction générale tirée de l'amère expérience que la domination de Sofia était aussi désagréable que celle de Belgrade.

### Après la Seconde Guerre mondiale
Après 1944, la république populaire de Bulgarie et la république socialiste fédérative de Yougoslavie ont entrepris une politique visant à faire de la Macédoine le lien vers la création d'une future République fédérative balkanique et à stimuler le développement d'une conscience macédonienne slave distincte. La région a reçu le statut de république constitutive au sein de la Yougoslavie et, en 1945, une langue macédonienne distincte a été codifiée. La population a été proclamée comme étant de souche macédonienne, une nationalité différente des Serbes et des Bulgares. Avec la proclamation de la république socialiste de Macédoine au sein de la fédération yougoslave, les nouvelles autorités ont également mis en œuvre des mesures visant à surmonter le sentiment pro-bulgare de certaines parties de la population. D'autre part, les autorités yougoslaves ont réprimé par la force les idéologues d'un pays macédonien indépendant. Les communistes grecs, comme leurs partis frères en Bulgarie et en Yougoslavie, avaient déjà été influencés par le Komintern et étaient le seul parti politique en Grèce à reconnaître l'identité nationale macédonienne.

### La période post-Informbiro et la bulgarophobie
À la fin des années 1950, le Parti communiste bulgare a abrogé sa décision précédente et a adopté une position niant l'existence d'une ethnie macédonienne. En conséquence, la bulgarophobie en Macédoine a atteint presque le niveau d'idéologie d'État. Cela a mis un terme à l'idée d'une Fédération communiste balkanique. Au cours de la période qui a suivi l'Informbiro, une Église orthodoxe macédonienne distincte a été créée, qui s'est séparée de l'Église orthodoxe serbe en 1967. L'encouragement et l'évolution de la culture de la république de Macédoine ont eu sur le nationalisme macédonien un impact beaucoup plus grand et plus durable que n'importe quel autre aspect de la politique yougoslave. Si le développement de la musique nationale, du cinéma et des arts graphiques a été encouragé en Macédoine, le plus grand impact culturel a été la codification de la langue et de la littérature macédoniennes, la nouvelle interprétation nationale macédonienne de l'histoire et la création d'une Église orthodoxe macédonienne. Pendant ce temps, l'historiographie yougoslave empruntait certaines parties de l'histoire des États voisins pour construire l'identité macédonienne, remontant non seulement à l'époque de la Bulgarie médiévale, mais aussi jusqu'à Alexandre le Grand. En 1969, la première Histoire de la nation macédonienne a été publiée. L'attitude de la plupart des Macédoniens à l'égard de la Yougoslavie communiste, où ils ont été reconnus pour la première fois comme une nation distincte, est devenue positive. Les élites communistes macédoniennes étaient traditionnellement plus pro-serbes et pro-yougoslaves que celles des autres républiques yougoslaves.
Après la Seconde Guerre mondiale, les érudits macédoniens et serbes ont généralement défini les anciennes tribus locales de la région des Balkans centraux comme étant des Daco-Mosaïens. Auparavant, ces entités étaient traditionnellement considérées en Yougoslavie comme illyriennes, conformément aux intérêts romantiques du début du XXe siècle dans le mouvement illyrien. Au début, les tribus daco-mosaïennes ont été séparées par la recherche linguistique. Plus tard, les archéologues et les historiens yougoslaves sont convenus que les Daco-Mosaïens devaient être localisés dans les régions de la Serbie moderne et de la Macédoine du Nord. Les tribus les plus populaires décrites dans la littérature yougoslave étaient les Triballiens, les Dardaniens et les Paéoniens. Le but principal de la recherche en Macédoine à l'époque yougoslave était d'établir une sorte d'identité païonienne et de la séparer des entités occidentales « illyriennes » et « thraces » orientales. L'idée de l'identité païonienne a été construite pour conceptualiser que la Macédoine du Vardar n'était ni illyrienne ni thrace, favorisant une division plus complexe, contrairement aux affirmations scientifiques sur la stricte séparation thraco-illyrienne des Balkans en Bulgarie et en Albanie voisines. L'historiographie yougoslave macédonienne a également soutenu que le lien plausible entre les Macédoniens slaves et leurs anciens homonymes était, au mieux, accidentel.

### Post-indépendance et antiquisation
Le 8 septembre 1991, la république socialiste de Macédoine a organisé un référendum qui a proclamé son indépendance vis-à-vis de la Yougoslavie. Avec la chute du communisme, l'éclatement de la Yougoslavie et l'absence consécutive d'une grande puissance dans la région, la république de Macédoine est entrée en conflit permanent avec ses voisins. La Bulgarie conteste son identité nationale et sa langue, la Grèce conteste son nom et ses symboles, et la Serbie son identité religieuse. En revanche, les Albanais de souche du pays insistaient pour être reconnus en tant que nation, sur un pied d'égalité avec les Macédoniens de souche. En réponse, une forme plus affirmée et intransigeante de nationalisme macédonien a émergé,. À cette époque, le concept d'identité païonienne antique a été changé en une sorte d'identité mixte païonienne-macédonienne qui a ensuite été transformée en une identité macédonienne antique distincte, établissant un lien direct avec les Macédoniens de souche moderne.Ce phénomène est appelé « Macédonisme antique », ou « antiquisation » (антиквизација),,. Ses partisans affirment que les Macédoniens de souche ne descendent pas seulement des Slaves, mais aussi des Macédoniens de l'Antiquité qui, selon eux, n'étaient pas grecs. L'antiquisation est la politique que les nationalistes,,,,, du VMRO-DPMNE, parti au pouvoir depuis son arrivée au gouvernement en 2006, utilisent comme moyen de faire pression sur la Grèce, ainsi qu'à des fins de construction identitaire nationale,. L'antiquisation se répand également en raison d'un lobbying très intense de la diaspora macédonienne des États-Unis, du Canada, d'Allemagne et d'Australie. Certains membres de la diaspora macédonienne croient, sans fondement, que certains historiens modernes, à savoir Ernst Badian, Peter Green et Eugene Borza, possèdent un parti pris pro-macédonien dans le conflit gréco-macédonien.
Dans le cadre de cette politique, des statues d'Alexandre le Grand et de Philippe II de Macédoine ont été érigées dans plusieurs villes du pays. En 2011, une statue massive de 22 mètres de haut d'Alexandre le Grand (appelée « Guerrier à cheval » en raison du différend avec la Grèce,) a été inauguré sur la place de Macédoine à Skopje, dans le cadre de la rénovation Skopje 2014 de la ville. Une statue encore plus grande de Philippe II est également érigée à l'autre bout de la place. Un arc de triomphe, appelé Porte de Macédoine, construit sur la même place, avec des images de personnages historiques dont Alexandre le Grand, a amené le ministère grec des Affaires étrangères à déposer une plainte officielle auprès des autorités de la république de Macédoine. Des statues d'Alexandre sont également exposées sur les places de Prilep et de Štip, tandis qu'une statue de Philippe II de Macédoine a été érigée à Bitola. De plus, de nombreuses infrastructures publiques, telles que les aéroports, les autoroutes et les stades, portent le nom de personnages ou d'entités historiques antiques. L'aéroport de Skopje a été rebaptisé « Aéroport Alexandre le Grand » et présente des objets anciens déplacés du musée archéologique de Skopje. L'une des places principales de Skopje a été rebaptisée place Pella (après Pella, la capitale de l'ancien royaume de Macédoine), tandis que la route principale vers la Grèce a été rebaptisée « Alexandre de Macédoine » et le plus grand stade de Skopje a été rebaptisé « Arène Philippe II ». Ces actions sont perçues comme des provocations délibérées en Grèce voisine, exacerbant le conflit et retardant davantage les demandes de la Macédoine à l'UE et à l'OTAN. En 2008, une visite du prince des Bourouchos a été organisée en république de Macédoine. Les Hunza du nord du Pakistan ont été proclamés comme les descendants directs de l'armée d'Alexandrie et comme les personnes les plus proches des Macédoniens de souche.
Cette antiquisation est critiquée par les universitaires, car elle démontre la faiblesse de l'archéologie et d'autres disciplines historiques dans le discours public, ainsi que le risque de marginalisation. Cette politique a également suscité des critiques au niveau national, de la part des Macédoniens de souche du pays, qui estiment qu'elle divise dangereusement le pays entre ceux qui s'identifient à l'Antiquité classique et ceux qui s'identifient à la culture slave du pays. Les Albanais de souche en Macédoine du Nord y voient une tentative de les marginaliser et de les exclure du discours national. Cette politique, qui prétend également que les Macédoniens de souche sont considérés comme des héros nationaux en Bulgarie, comme Damé Grouev et Gotsé Deltchev, a également suscité des critiques de la part de la Bulgarie. Les diplomates étrangers avaient averti que cette politique réduisait la sympathie internationale pour la république de Macédoine dans le différend de l'époque avec la Grèce.
L'arrière-plan de cette antiquisation remonte au XIXe siècle et au mythe de l'origine antique des slaves orthodoxes en Macédoine. Il a été adopté en partie en raison des apports culturels grecs. Cette idée a également été incluse dans la mythologie nationale pendant la Yougoslavie de l'après-guerre. L'influence de la diaspora macédonienne a également contribué à sa préservation. L'antiquisation contemporaine a été relancée en tant qu'instrument efficace de mobilisation politique et a été renforcée par le VMRO-DPMNE. Cet ultranationalisme, accompagné de l'accent mis sur les racines anciennes de la Macédoine du Nord, a suscité des inquiétudes au niveau international quant à la montée d'une sorte d'autoritarisme de la part du parti au pouvoir. Il y a eu aussi des tentatives de revendication scientifique sur l'ancien statut de nation, mais elles ont eu un impact négatif sur la position internationale du pays. Le nationalisme macédonien bénéficie également du soutien des diplomates de haut rang de la Macédoine du Nord qui servent à l'étranger, ce qui continue d'affecter les relations avec les pays voisins, en particulier la Grèce. En août 2017, le consul de la République de Macédoine au Canada a assisté à un événement nationaliste macédonien à Toronto et a prononcé un discours sur fond d'une carte irrédentiste de la Grande Macédoine. Cela a déclenché de vives protestations du côté grec,, qui y voit un signe que l'irrédentisme reste l'idéologie étatique dominante et la pratique politique quotidienne du pays voisin. Toutefois, à la suite de vives protestations diplomatiques, le ministère des Affaires étrangères de la république de Macédoine a condamné cet incident et rappelé son diplomate à Skopje pour des consultations.